# Автобусні маршрути Стрия
Стрийський автобус — автобусна система громадського транспорту Стрия, яку обслуговують мікроавтобуси переважно моделі Рута 25А Нова.

## Історія
До появи міських маршрутів, у Стрию ще у 1929 році відкритий автобусний маршрут до Львова.
Автобусне сполучення у Стрию має багаторічну історію, яка тісно пов'язана з розвитком міста та потребами його мешканців. Перші міські автобусні маршрути почали з'являтися у місті у 1960-х роках, коли післявоєнний розвиток інфраструктури потребував нових форм транспорту для пересування мешканців та зв'язку з околицями.
У 1970—1980-х роках мережа міських автобусних маршрутів значно розширилася, охоплюючи більшість районів Стрия. Це стало можливим завдяки зростанню міського населення та активному розвитку промисловості, яка потребувала надійного транспортного сполучення для працівників.
У 1991 році, після здобуття Україною незалежності, автобусне сполучення у Стрию зазнало змін, пов'язаних з економічними труднощами та реформами в транспортній сфері. Однак, попри складнощі, міська влада намагалася підтримувати належний рівень транспортного обслуговування населення.
На початку 2000-х років у місті з'явилися приватні перевізники, що призвело до збільшення кількості маршрутних таксі та конкуренції серед перевізників. Це вплинуло на покращення якості надання послуг, але водночас виникли проблеми з регулюванням роботи приватних перевізників та забезпеченням безпеки пасажирів.
Станом на середину 2020-х років, автобусна мережа Стрия включає декілька маршрутів, які забезпечують перевезення мешканців у різні райони міста та його околиці. Міська влада продовжує працювати над покращенням транспортної інфраструктури та умов перевезення, зокрема оновленням автобусного парку та оптимізацією маршрутів.

## Маршрути
| Назва маршруту   | 1                       | 1А                   | 2                   | 3                       | 6                    |
| ---------------- | ----------------------- | -------------------- | ------------------- | ----------------------- | -------------------- |
| Зупинки          | 19                      | 19                   | 11                  | 21                      | 24                   |
| Вартість проїзду | 20                      | 20                   | 20                  | 20                      | 20                   |
| Кінцева A        | Грабовецька (2)         | Грабовецька (2)      | Саксаганського (89) | Залізнична лікарня (34) | Промислова (101)     |
| Відправлення А   | Грабовецька (2)         | Грабовецька (2)      | Саксаганського (89) | Залізнична лікарня (34) | Промислова (101)     |
| Кінцева B        | Новаківського (16)      | Автостанція № 3 (52) | Добрівлянська (92)  | Автостанція № 3 (52)    | Автостанція № 3 (52) |
| Відправлення B   | Новаківського (16)      | Автостанція № 3 (52) | Добрівлянська (92)  | Автостанція № 3 (52)    | Автостанція № 3 (52) |
| Рухомий склад    | 4                       | 4                    | 4                   | 4                       | 4                    |
| Тип автобусу     | Рута 25А Нова, БАЗ А079 | Рута 25А Нова        | Рута 25А Нова       | Рута 25А Нова           | Рута 25А Нова        |

| Назва маршруту   | 9                    | 9/6             | 401                  | 441                  | 448                   | 449             | 450                   | 451                  | 453                  | 454                  | 456                  | 457                  | 458                  | 461                  | 462                  | 463                  | 465              | 465              | 466                  | 467                  | 470                  | 471                  | 472                           | 473                  | 475                  | 476                  | 488                  | 478                  | 481                   | 482                  | 484                  | 485                  |
| ---------------- | -------------------- | --------------- | -------------------- | -------------------- | --------------------- | --------------- | --------------------- | -------------------- | -------------------- | -------------------- | -------------------- | -------------------- | -------------------- | -------------------- | -------------------- | -------------------- | ---------------- | ---------------- | -------------------- | -------------------- | -------------------- | -------------------- | ----------------------------- | -------------------- | -------------------- | -------------------- | -------------------- | -------------------- | --------------------- | -------------------- | -------------------- | -------------------- |
| Зупинки          | 15                   | 5               | 5                    | 17                   | 11                    | 20              | 12                    | 14                   | 5                    | 8                    | 8                    | 15                   | 10                   | 5                    | 4                    | 9                    | 11               | 14               | 12                   | 14                   | 17                   | 16                   | 14                            | 8                    | 13                   | 14                   | 10                   | 14                   | 11                    | 13                   | 9                    | 15                   |
| Вартість проїзду |                      |                 |                      |                      |                       |                 |                       |                      |                      |                      |                      |                      |                      |                      |                      |                      |                  |                  |                      |                      |                      |                      |                               |                      |                      |                      |                      |                      |                       |                      |                      |                      |
| Кінцева А        | Автостанція № 3 (53) | Склозавод (150) | Автостанція № 3 (53) | Дуліби (241)         | пл. Незалежності (58) | Грабовець (258) | Автостанція № 3 (53)  | Автостанція № 3 (53) | Автостанція № 3 (53) | Автостанція № 3 (53) | Автостанція № 3 (52) | Автостанція № 3 (52) | Автостанція № 3 (52) | Автостанція № 3 (53) | Автостанція № 3 (53) | Автостанція № 3 (53) | Коновальця (221) | Коновальця (221) | Автостанція № 3 (53) | Автостанція № 3 (53) | Автостанція № 3 (53) | Автостанція № 3 (53) | Автостанція № 3 (53)          | Автостанція № 3 (53) | Автостанція № 3 (53) | Автостанція № 3 (52) | Автостанція № 3 (53) | Автостанція № 3 (53) | Коновальця (95)       | Автостанція № 3 (53) | Автостанція № 3 (53) | Автостанція № 3 (53) |
| Відправлення А   | Автостанція № 3 (53) | Склозавод (150) | Автостанція № 3 (53) | Дуліби (241)         | пл. Незалежності (58) | Грабовець (258) | Автостанція № 3 (53)  | Автостанція № 3 (53) | Автостанція № 3 (53) | Автостанція № 3 (53) | Автостанція № 3 (52) | Автостанція № 3 (52) | Автостанція № 3 (52) | Автостанція № 3 (53) | Автостанція № 3 (53) | Автостанція № 3 (53) | Коновальця (221) | Коновальця (221) | Автостанція № 3 (53) | Автостанція № 3 (53) | Автостанція № 3 (53) | Автостанція № 3 (53) | Автостанція № 3 (53)          | Автостанція № 3 (53) | Автостанція № 3 (53) | Автостанція № 3 (52) | Автостанція № 3 (53) | Автостанція № 3 (53) | Коновальця (95)       | Автостанція № 3 (53) | Автостанція № 3 (53) | Автостанція № 3 (53) |
| Кінцева B        | Лисовичі (296)       | Долішнє (298)   | Гірне (310)          | Добряни, Центр (146) | Дубники (224)         | Заплатин (255)  | Великі Дідушичі (258) | Розгірче (138)       | Горішнє (299)        | Розгірче (137)       | Малі Дідушичі (266)  | Зарічне (207)        | Стрілків (168)       | Братківці (88)       | Колодниця (305)      | Піщани (172)         | Добряни (165)    | Кути (230)       | Лотатники (204)      | Йосиповичі (288)     | Голобутів (200)      | Ланівка (186)        | Кавське (184)                 | Орів (320)           | Кути (230)           | П'ятничани (263)     | Малі Дідушичі (266)  | Стриганці (163)      | Великі Дідушичі (268) | Нежухів (192)        | Загірне (159)        | Руда (238)           |
| Відправлення B   | Лисовичі (296)       | Долішнє (298)   | Гірне (310)          | Добряни, Центр (146) | Дубники (224)         | Заплатин (255)  | Великі Дідушичі (258) | Розгірче (138)       | Горішнє (299)        | Розгірче (137)       | Малі Дідушичі (266)  | Зарічне (207)        | Стрілків (168)       | Братківці (88)       | Колодниця (305)      | Піщани (172)         | Добряни (165)    | Кути (230)       | Лотатники (204)      | Йосиповичі (288)     | Голобутів (200)      | Ланівка (186)        | Кавське (184)                 | Орів (320)           | Кути (230)           | П'ятничани (263)     | Малі Дідушичі (266)  | Стриганці (163)      | Великі Дідушичі (268) | Нежухів (192)        | Загірне (159)        | Руда (238)           |
| Рухомий склад    | 3                    |                 |                      |                      |                       |                 |                       |                      |                      |                      |                      |                      |                      |                      |                      |                      |                  |                  |                      |                      |                      |                      |                               |                      |                      |                      |                      |                      |                       |                      |                      |                      |
| Тип автобусу     | Рута 25А Нова        | Рута 25А Нова   | Рута 25А Нова        | Рута 25А Нова        | Рута 25А Нова         | Рута 25А Нова   | БАЗ А079.14           | Рута 25А Нова        | Рута 25А Нова        | Рута 25А Нова        | Рута 25А Нова        | Рута 25А Нова        | Рута 25А Нова        | Рута 25А Нова        | Рута 25А Нова        | Рута 25А Нова        | Рута 25А Нова    | Рута 25А Нова    | Рута 25А Нова        | Рута 25А Нова        | Рута 25А Нова        | Рута 25А Нова        | Рута 25А Нова, ЗАЗ А07А І-Ван | Рута 25А Нова        | Рута 25А Нова        | Рута 25А Нова        | Рута 25А Нова        | Рута 25А Нова        | Рута 25А Нова         | Рута 25А Нова        | Рута 25А Нова        | Рута 25А Нова        |

## Оплата та вартість проїзду
До 2022 року вартість проїзду складала 10 гривень. У 2022 році в Стрию запроваджений E-квиток, завдяки якому є можливість оплатити проїзд без готівки.
З 3 червня 2022 року вартість проїзду зросла до 15,00 грн, через дефіцит та подорожчанням пального, що спричинила російська агресія проти України. До березня 2024 року вартість проїзду становила 15 гривень.
З квітня 2024 року вартість проїзду становить 20 гривень.

### Пільгові категорії
Пільговий проїзд у громадському транспорті, здійснюється виключно при наявності електроного квитка.
Категорії громадян, які мають право на пільговий проїзд у громадському транспорті міста Стрий
- Ветерани війни
- Громадяни, які постраждали внаслідок аварії на Чорнобильській АЕС
- Особи з інвалідністю
- Пенсіонери за віком
- Реабілітовані особи, які стали особами з інвалідністю внаслідок репресій або є пенсіонером
- Ветерани військової служби, органів внутрішніх справ, Національної поліції України, податкової міліції, Бюро економічної безпеки України, державної пожежної охорони, Державної кримінально-виконавчої служби України, служби цивільного захисту, Державної служби спеціального зв'язку та захисту інформації України
- Діти з багатодітних сімей
- Діти-сироти і діти, позбавлені батьківського піклування, що виховуються або навчаються у навчально-виховних та навчальних закладах
- Діти до 6 років
- Постраждалі учасники Революції гідності[3].